# Б-94
Б-94 — советская подводная лодка, головной корабль проекта 641. Находилась в строю с 1958 по 1984 год, входила в состав 4-й эскадры подводных лодок.

## История строительства
Б-94 была заложена 3 октября 1957 год на эллинге ССЗ № 196 «Судомех» в Ленинграде под заводским номером 763. 5 ноября зачислена в списки кораблей ВМФ, уже 28 декабря спущена на воду. 25 декабря 1958 года под командованием А. И. Чумакова вступила в строй.

## История службы
В 1958—1959 годах, после вступления в строй, Б-94 как головной корабль прошла государственные испытания на Балтийском море, в ходе которых на ней испытывался прибор управления торпедной стрельбой «Ленинград», летом 1959 года лодка совершила глубоководное погружение на 400 метров. 13 августа подписан акт о завершении госиспытаний. Осенью совершила межтеатровый переход с Балтийского на Северный флот через Северное и Норвежское море, старший на борту — вице-адмирал А. Е. Орёл.
8 января 1960 года вошла в состав специально образованной 211-й бригады 33-й дивизии (затем — 4-й эскадры) подводных лодок Северного флота с базированием на Екатерининскую гавань. В том же месяце перешла в Кандалакшский залив и осуществила глубоководное погружение на 300 метров. К маю закончила отработку учебных задач и вошла в состав сил постоянной готовности, в том числе в ходе учений отработала атаку отряда боевых кораблей.
В мае-июле 1960 года прошла ремонт и предпоходовую подготовку на СРЗ-35, в августе-ноябре осуществила длительную боевую службу, в ходе которой приняла участие в учениях «Метеор».
В 1961 году прошла аварийный ремонт из-за разрыва топливно-балластной цистерны.
В 1970 и 1972 годах в составе 211-й бригады выполняла длительные боевые службы в Средиземном море (5-я ОпЭск).
С 1972 по 1974 год прошла средний ремонт на Кронштадском морском заводе, после ремонта вошла в состав 96-й бригады. В 1976—1977 годах снова в составе бригады была на длительной боевой службе в Средиземном море.
В 1977 году передана 42-й бригаде подводных лодок, базировалась на Лиинахамари. В январе 1978 года перешла в Средиземное море, прошла ремонт в Югославии.
В 1981 и 1982 годах осуществляла боевые службы в Атланическом океане.
1 октября 1984 года выведена из боевого состава, поставлена на отстой в Видяево, до 1990 года находилась в резерве.
19 апреля 1990 года исключена из состава флота, до 2007 года была брошена на мелководье в Ура-губе, после чего утилизирована.

## Командиры
- 1958—1959: Чумаков А. И.
- 1959—1961: Паргамон Н. И.
- 1961—1965: Броневицкий Л. Н.
- 1965—1971: Троицкий А. В.
- 1971—1974: Яременко А. Ф.
- 1974—1979: Маслов Ю. П.
- 1979—1980: Федоренко И. И.
- 1980—1981: Тарасов А. И.
- 1981—1982: Шабалин И. И.
- 1982—1984: Шатохин И. И.